# Glossari de topografia dental dels mamífers
Les taules següents recullen termes especialitzats que serveixen per descriure la corona de les dents dels mamífers.

## Dents superiors
| Terme               | Nomenclatura | Definició | Notes | Imatge |
| ------------------- | ------------ | --- | ----- | ------ |
| Anterocon           | Reig (1977)  | Cúspide situada davant d'una dent que es pot dividir en un cònul anterolabial i un altre d'anterolingual.     |       |        |
| Anteroflexus        | Reig (1977)  | Flexus situat entre l'anterolof i el cònul anterolabial.                                                      |       |        |
| Anterolof           | Reig (1977)  | Cresta situada entre el paracon i el cònul anteriolabial que pot estar connectada a un parestil.              |       |        |
| Cònul anterolingual | Reig (1977)  | Cònul situat a la vora lingual d'un anterocon dividit per un flexus anteriomedià o una fosseta anteromediana. |       |        |
| Cònul anterolabial  | Reig (1977)  | Cònul situat a la vora labial d'un anterocon dividit per un flexus anteromedià o una fosseta anteromediana.   |       |        |
| Cresta anterior     | Reig (1977)  | Cresta que connecta l'anterocon al protocon.                                                                  |       |        |
| Cresta longitudinal | Reig (1977)  | Vegeu Entolof.                                                                                                |       |        |
| Enterolof           | Reig (1977)  | Cresta que connecta l'enterostil al mesocon.                                                                  |       |        |
| Enterostil          | Reig (1977)  | Estil situat entre el protocon i l'hipocon, a l'hipoflexus.                                                   |       |        |
| Entolof             | Reig (1977)  | Cresta que connecta el protocon/paracon a l'hipocon/metacon.                                                  |       |        |
| Flexus anteromedià  | Reig (1977)  | Flexus longitudinal que divideix l'anterocon en un cònul anterolabial i un cònul anterolingual.               |       |        |
| Hipocon             | Reig (1977)  | Una de les cúspides principals, situada a la vora posterolingual.                                             |       |        |
| Hipoflexus          | Reig (1977)  | Flexus situat entre el protocon i l'hipocon.                                                                  |       |        |
| Mesocon             | Reig (1977)  | Cònul situat a l'entolof, allà on s'hi uneix el mesolof.                                                      |       |        |
| Mesoflexus          | Reig (1977)  | Flexus situat entre el mesolof i el paracon.                                                                  |       |        |
| Mesolof             | Reig (1977)  | Cresta situada davant del metaflexus i connectada a l'entolof.                                                |       |        |
| Mesostil            | Reig (1977)  | Estil situat a la vora labial, entre el paracon i el metacon.                                                 |       |        |
| Metacon             | Reig (1977)  | Una de les cúspides principals, situada a la vora posterolabial.                                              |       |        |
| Metaflexus          | Reig (1977)  | Flexus situat davant del metacon.                                                                             |       |        |
| Metalof             | Reig (1977)  | Cresta que connecta el paracon a l'hipocon.                                                                   |       |        |
| Metalòful           | Reig (1977)  | Petita cresta connectada a la part anterior del metacon.                                                      |       |        |
| Paracon             | Reig (1977)  | Una de les cúspides principals, situada a la vora anterolabial.                                               |       |        |
| Paraflexus          | Reig (1977)  | Flexus situat davant del paracon.                                                                             |       |        |
| Paralof             | Reig (1977)  | Petita cresta situada al paraflexus i connectada al protocon.                                                 |       |        |
| Paralòful           | Reig (1977)  | Petita cresta connectada a la part posterior del paracon.                                                     |       |        |
| Parastil            | Reig (1977)  | Estil situat davant del paracon.                                                                              |       |        |
| Posteroflexus       | Reig (1977)  | Flexus situat entre el posterolof i el metacon.                                                               |       |        |
| Posterolof          | Reig (1977)  | Cresta situada al darrere de la molar i connectada a l'hipocon.                                               |       |        |
| Posterostil         | Reig (1977)  | Cresta situada al cantó posterolabial de la molar.                                                            |       |        |
| Procíngol           | Reig (1977)  | Part frontal de la dent, situada davant de la cresta anterior.                                                |       |        |
| Protocon            | Reig (1977)  | Una de les cúspides principals, situada a la vora anterolingual.                                              |       |        |
| Protoflexus         | Reig (1977)  | Flexus situat entre el protocon i el cònul anterolingual.                                                     |       |        |
| Protolòful          | Reig (1977)  | Petita cresta situada al paraflexus i connectada al protocon.                                                 |       |        |
| Protostil           | Reig (1977)  | Projecció situada davant del protocon, al protoflexus.                                                        |       |        |

## Dents inferiors
| Terme                 | Nomenclatura | Definició | Notes | Imatge |
| --------------------- | ------------ | --- | ----- | ------ |
| Anterocònid           | Reig (1977)  | Cúspide situada davant d'una dent que es pot dividir en un conúlid anterolabial i un altre d'anterolingual.   |       |        |
| Anteroflèxid          | Reig (1977)  | Flèxid situat entre l'anterolòfid i el cònulid anterolabial.                                                  |       |        |
| Anterolòfid           | Reig (1977)  | Cresta situada entre el metacònid i el cònulid anteriolabial que pot estar connectada a un metastílid.        |       |        |
| Cíngol anterolabial   | Reig (1977)  | Cresta situada davant del protocònid i el protoflèxid.                                                        |       |        |
| Conúlid anterolabial  | Reig (1977)  | Conúlid situat a la vora labial d'un anterocon dividit per un flexus anteromedià o una fosseta anteromediana. |       |        |
| Conúlid anterolingual | Reig (1977)  | Conúlid situat a la vora lingual d'un anterocònid dividit per un flèxid anteromedià o fosètid anteromedià.    |       |        |
| Crèstid anterior      | Reig (1977)  | Cresta que connecta l'anterocònid al protocònid.                                                              |       |        |
| Ectolòfid             | Reig (1977)  | Cresta que connecta l'ectostílid al mesocònid.                                                                |       |        |
| Ectostílid            | Reig (1977)  | Estílid situat entre el protocònid i l'hipocònid, a l'hipoflèxid.                                             |       |        |
| Entocònid             | Reig (1977)  | Una de les cúspides principals, situada a la vora posterolingual.                                             |       |        |
| Entoflèxid            | Reig (1977)  | Flèxid situat davant de l'entocònid.                                                                          |       |        |
| Entolòfid             | Reig (1977)  | Cresta que connecta el protocònid/paracònid a l'hipocònid/metacònid.                                          |       |        |
| Entolofúlid           | Reig (1977)  | Petita cresta connectada a la part anterior de l'entocònid.                                                   |       |        |
| Flèxid anteromedià    | Reig (1977)  | Flèxid longitudinal que divideix l'anterocònid en un cònul anterolabial i un cònul anterolingual.             |       |        |
| Hipocònid             | Reig (1977)  | Una de les cúspides principals, situada a la vora posterolingual.                                             |       |        |
| Hipoflèxid            | Reig (1977)  | Flèxid situat entre el protocònid i l'hipocònid.                                                              |       |        |
| Hipolofúlid           | Reig (1977)  | Petita cresta situada al posteroflèxid i connectada al posterolòfid.                                          |       |        |
| Mesocònid             | Reig (1977)  | Conúlid situat a l'entolòfid, allà on s'hi uneix el mesolòfid.                                                |       |        |
| Mesoflèxid            | Reig (1977)  | Flèxid situat entre el mesolòfid i el paracònid.                                                              |       |        |
| Mesolòfid             | Reig (1977)  | Cresta situada davant de l'entoflèxid i connectada a l'entolòfid.                                             |       |        |
| Mesostílid            | Reig (1977)  | Estílid situat a la vora labial, entre el metacònid i l'entocònid.                                            |       |        |
| Metacònid             | Reig (1977)  | Una de les cúspides principals, situada a la vora anterolingual.                                              |       |        |
| Metaflèxid            | Reig (1977)  | Flèxid situat davant del metacònid.                                                                           |       |        |
| Metalòfid             | Reig (1977)  | Cresta que connecta el metacònid al protocònid o entolòfid.                                                   |       |        |
| Metalofúlid           | Reig (1977)  | Petita cresta connectada a la part posterior del metacònid.                                                   |       |        |
| Metastílid            | Reig (1977)  | Estílid situat davant del metacònid.                                                                          |       |        |
| Posteroflèxid         | Reig (1977)  | Flèxid situat entre el posterolòfid i el metacònid.                                                           |       |        |
| Posterolòfid          | Reig (1977)  | Una cresta situada a la part posterior de la molar i connectada a l'hipocònid.                                |       |        |
| Posterostílid         | Reig (1977)  | Cresta situada al cantó posterolingual de la molar.                                                           |       |        |
| Procíngol             | Reig (1977)  | Part frontal de la dent, situada davant de la cresta anterior.                                                |       |        |
| Protocònid            | Reig (1977)  | Una de les cúspides principals, situada a la vora anterolingual.                                              |       |        |
| Protoflèxid           | Reig (1977)  | Flèxid situat entre el protocònid i el cònulid anterolingual.                                                 |       |        |
| Protolofúlid          | Reig (1977)  | Petita cresta situada al mesoflèxid i connectada al protocònid.                                               |       |        |
| Protostílid           | Reig (1977)  | Projecció situada davant del protocònid, al protoflèxid.                                                      |       |        |